# 法属突尼斯
法属突尼斯保护国（法語：Protectorat français de Tunisie，阿拉伯语：‎），即法属突尼斯，是法国原在北非的保护国。
突尼斯原为奥斯曼帝国的一个省。1705年，突尼斯贝伊侯赛因·本·阿里·图尔基推翻了奥斯曼帝国派驻突尼斯的最高官员德伊，建立起侯赛因王朝，其统治下的突尼斯被后世称为“突尼斯贝伊国”。然而突尼斯贝伊名义上仍然向奥斯曼帝国苏丹称臣。
1830年，法国占领阿尔及利亚后，极力向突尼斯渗透，以扩大在北非的势力。1881年4月，法国军队从阿尔及利亚入侵突尼斯贝伊国。5月，法军攻占。法国强迫突尼斯贝伊穆罕默德三世·阿勒·萨迪克签订了《巴尔杜条约》，突尼斯从此沦为法国保护国。
两次世界大战，突尼斯成为法国重要内的人力物力来源地。但是战争极大削弱了法兰西殖民帝国。
第二次世界大战中法国被德國占领，1942年至1943年9月義大利控制突尼西亞全境，期間突尼斯又成为非洲战场的重要战场。1943年盟軍發動火炬行動登陸北非，並在突尼斯战役盟军将德国和意大利的军队赶出了突尼斯。战后法国殖民当局虽然进行了一系列改革，也对突尼斯人民的反抗活动予以镇压，但无济于事。突尼斯人民在新宪政党（其前身是自由宪政党）的领导下沉重地打击了法国殖民当局，法国被迫于1955年6月3日与突尼斯贝伊政府签订《法突协定》，承认突尼斯的内政自治权。1956年3月20日，法、突两国再次签订《法突联合议定书》，法国正式承认突尼斯独立。

### 註腳
1. ↑  Holt & Chilton 1918，第220-221頁.